# Bất động sản
Bất động sản hay còn gọi là địa ốc hay nhà đất là một thuật ngữ pháp luật có ý nghĩa bao gồm đất đai và những gì dính liền vĩnh viễn với mảnh đất. Những thứ được xem là dính liền vĩnh viễn như là nhà cửa, ga ra, kiến trúc ở trên hoặc dầu khí, mỏ khoáng chất ở dưới mảnh đất đó. Những thứ có thể dỡ ra khỏi mảnh đất như nhà di động,lều, nhà tạm thì không được xem là bất động sản.
Tại Hoa Kỳ, bất động sản có thể được chuyển nhượng, sở hữu hoặc mua lại bởi các tổ chức kinh doanh, cá nhân, tổ chức phi lợi nhuận, ủy thác hoặc bất kỳ thực thể pháp lý nào được quy định bởi luật pháp của từng bang.

## Lịch sử
Khái niệm về quyền tự nhiên của con người được sở hữu tài sản có thể bắt nguồn từ luật La Mã và triết học Hy Lạp. Nghề thẩm định bất động sản có thể được coi là bắt đầu ở Anh vào thế kỷ 16, khi nhu cầu nông nghiệp đòi hỏi phải khai hoang và chuẩn bị đất. Các sách giáo khoa về môn đo đạc bắt đầu được viết và thuật ngữ "surveying" (khảo sát) được sử dụng ở Anh, trong khi thuật ngữ "appraising" (thẩm định) được sử dụng nhiều hơn ở Bắc Mỹ. Luật tự nhiên, có thể được coi là "luật phổ quát", đã được các nhà văn thế kỷ 15 và 16 thảo luận về "lý thuyết tài sản" và quan hệ giữa các bang liên quan đến đầu tư nước ngoài và bảo vệ tài sản tư nhân của công dân ở nước ngoài. Luật tự nhiên có thể được coi là có ảnh hưởng trong chuyên luận năm 1758 của Emerich de Vattel, Luật Quốc tế, nơi khái niệm hóa ý tưởng về tài sản tư nhân.
Một trong những vụ mua bán bất động sản ban đầu lớn nhất trong lịch sử, được gọi là "Mua lại Louisiana", đã diễn ra vào năm 1803. Hiệp ước Mua lại Louisiana đã được ký kết, mở đường cho sự bành trướng về phía tây của Hoa Kỳ. Vùng đất được mua từ Pháp với giá mười lăm triệu đô la, tương đương với khoảng 4 xu mỗi mẫu Anh. Công ty môi giới bất động sản lâu đời nhất trên thế giới được thành lập vào năm 1855 tại Chicago, Illinois. Công ty ban đầu có tên là "L. D. Olmsted & Co.", nhưng hiện được gọi là "Baird & Warner". Năm 1908, Hiệp hội Địa ốc Quốc gia được thành lập tại Chicago. Năm 1916, tên của hiệp hội được đổi thành Hiệp hội Hội đồng Bất động sản Quốc gia. Đây cũng là thời điểm thuật ngữ "realtor" được đặt ra để xác định các chuyên gia bất động sản.
Sự sụp đổ của thị trường chứng khoán năm 1929 và Đại suy thoái ở Hoa Kỳ đã dẫn đến sự sụt giảm mạnh về giá trị và giá bất động sản, ** kết quả là giá nhà trung bình ở Hoa Kỳ giảm 50% trong bốn năm sau năm 1929. Việc tài trợ nhà ở ở Hoa Kỳ đã bị ảnh hưởng rất lớn bởi Đạo luật Ngân hàng năm 1933 và Đạo luật Nhà ở Quốc gia năm 1934 vì nó cho phép bảo hiểm thế chấp cho người mua nhà và hệ thống này đã được thực hiện bởi Cơ quan Bảo hiểm Tiền gửi Liên bang cũng như Cơ quan Quản lý Nhà ở Liên bang. Năm 1938, Đạo luật Nhà ở Quốc gia được sửa đổi và Fannie Mae, một cơ quan chính phủ, được thành lập để phục vụ như một thị trường thứ cấp cho thế chấp và cung cấp thêm tiền cho các nhà cho vay để tài trợ cho các ngôi nhà mới.
Tiêu đề VIII của Đạo luật Dân quyền ở Hoa Kỳ, còn được gọi là Đạo luật Nhà ở Công bằng, được ban hành vào năm 1968 và giải quyết vấn đề hòa nhập người Mỹ gốc Phi vào các khu dân cư khi các vấn đề phân biệt đối xử được phân tích trong việc thuê, mua và tài trợ nhà ở. Bất động sản trực tuyến như một khái niệm bắt đầu với sự xuất hiện đầu tiên của các nền tảng bất động sản trên World Wide Web và diễn ra vào năm 1999.

## Bất động sản nhà ở
Bất động sản nhà ở là bất động sản được sử dụng để sinh sống hoặc cho thuê. Nó có thể là một ngôi nhà đơn hộ hoặc một tòa nhà chung cư có nhiều hộ gia đình. Nhà ở có thể được phân loại theo cách chúng được kết nối với nhà ở lân cận và đất đai. Các loại hình sở hữu nhà khác nhau có thể được sử dụng cho cùng một loại hình vật lý. Ví dụ, nhà ở kết nối có thể thuộc sở hữu của một thực thể duy nhất và được cho thuê, hoặc thuộc sở hữu riêng biệt với thỏa thuận bao gồm mối quan hệ giữa các đơn vị và khu vực chung và các mối quan tâm. Theo Vụ Khảo cứu Quốc hội, vào năm 2021, 65% nhà ở ở Hoa Kỳ thuộc sở hữu của người sử dụng.

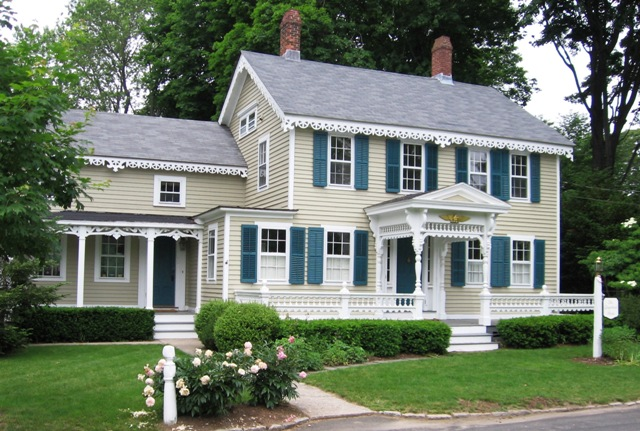
Ngôi nhà biệt lập ở Essex, Connecticut, Hoa Kỳ

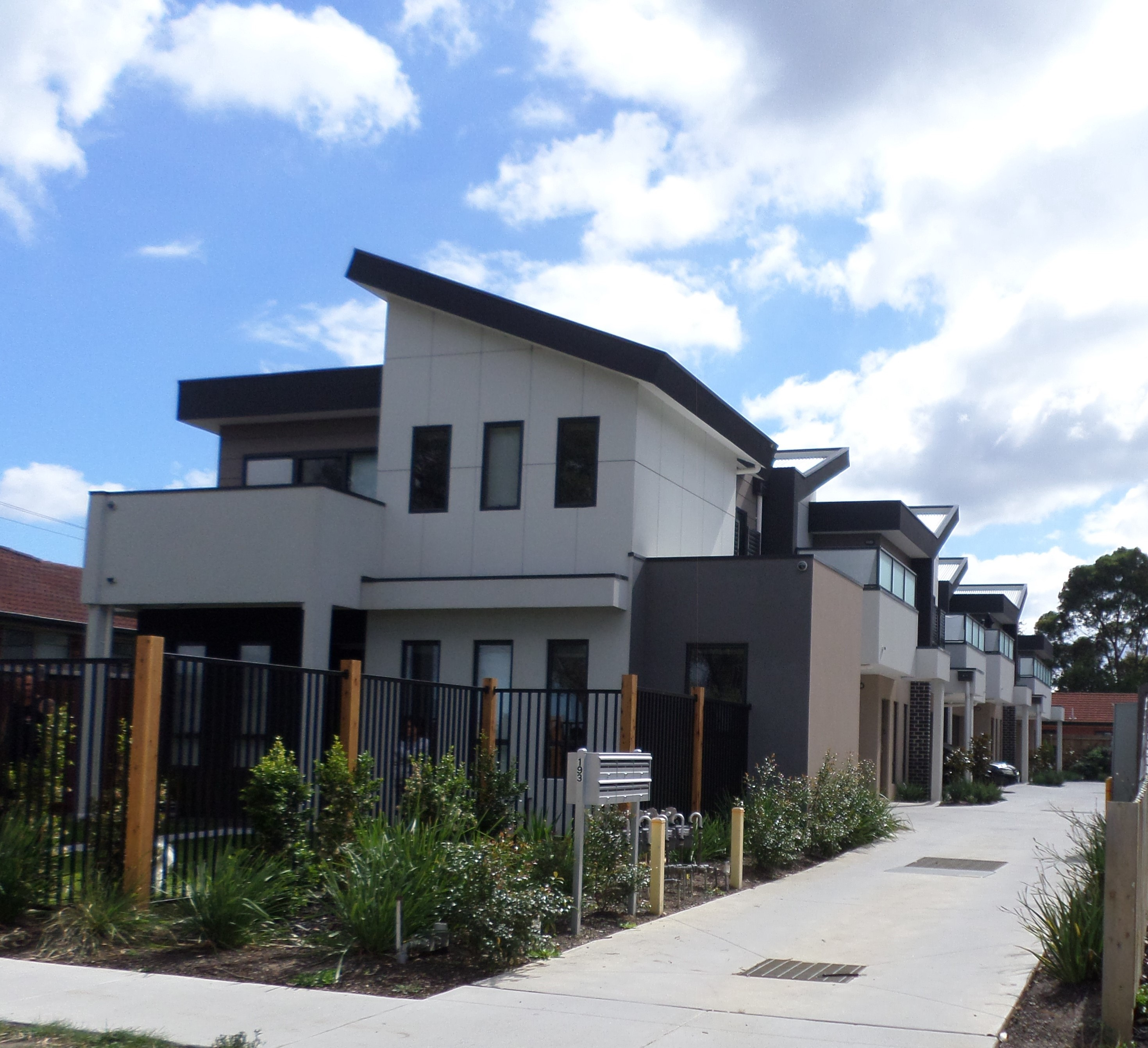
Nhà phố ở Victoria, Australia

## Bất động sản và môi trường
Bất động sản có thể được định giá hoặc giảm giá dựa trên mức độ suy thoái môi trường đã xảy ra. Suy thoái môi trường có thể gây ra rủi ro nghiêm trọng về sức khỏe và an toàn. Có nhu cầu ngày càng tăng đối với việc sử dụng các đánh giá địa điểm (ESA) khi định giá tài sản cho cả bất động sản tư nhân và thương mại. Khảo sát môi trường được thực hiện bởi các nhà khảo sát môi trường để đánh giá các yếu tố môi trường có trong quá trình phát triển bất động sản và tác động của sự phát triển đó đối với môi trường.
Phát triển xanh là một cách tiếp cận phát triển bền vững, được thúc đẩy bởi phong trào bảo vệ môi trường và Ủy ban Thế giới về Môi trường và Phát triển từ những năm 1970. Phát triển xanh xem xét tác động xã hội và môi trường của bất động sản và xây dựng. Có ba lĩnh vực trọng tâm của phát triển xanh: khả năng phản ứng của môi trường, hiệu quả sử dụng tài nguyên và sự nhạy cảm của các khía cạnh văn hóa và xã hội. Các ví dụ về phát triển xanh bao gồm cơ sở hạ tầng xanh, LEED, phát triển bảo tồn và phát triển bền vững.
Bất động sản là một trong những nguyên nhân chính gây ra sự gia tăng khí nhà kính trên thế giới. Theo Cơ quan Năng lượng Quốc tế, bất động sản chiếm 39% tổng lượng khí thải trên toàn thế giới vào năm 2019. Trong số đó, 11% là do sản xuất vật liệu sử dụng trong các tòa nhà.

## Đầu tư

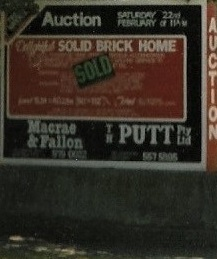
Một ngôi nhà được bán ở Victoria, Australia

Tại các thị trường bất động sản nơi giá đất và giá nhà đang tăng, việc mua nhà để đầu tư là một lựa chọn phổ biến. Nhà đầu tư có thể cho thuê nhà để thu lợi nhuận từ tiền thuê hoặc bán lại nhà để kiếm lợi nhuận từ chênh lệch giá.
Bất động sản hạng sang đôi khi được sử dụng như một cách để tích trữ tài sản, đặc biệt là đối với những người nước ngoài giàu có, mà không có bất kỳ nỗ lực cụ thể nào để cho thuê. Một số căn hộ hạng sang ở London và Thành phố New York đã được sử dụng như một cách để các quan chức chính phủ tham nhũng và doanh nhân từ các quốc gia không có pháp luật mạnh mẽ rửa tiền hoặc bảo vệ tài sản khỏi bị tịch thu.
Trong những năm 1980, các quỹ đầu tư bất động sản ngày càng tham gia nhiều hơn vào phát triển bất động sản quốc tế. Sự thay đổi này dẫn đến việc bất động sản trở thành một loại tài sản toàn cầu. Đầu tư vào bất động sản ở nước ngoài thường đòi hỏi kiến thức chuyên môn về thị trường bất động sản ở quốc gia đó. Đầu tư bất động sản quốc tế ngày càng phổ biến vào đầu thế kỷ 21, dẫn đến sự gia tăng tính sẵn có và chất lượng thông tin về thị trường bất động sản quốc tế. Bất động sản là một trong những lĩnh vực đầu tư chính ở Trung Quốc, nơi ước tính 70% tài sản hộ gia đình được đầu tư vào bất động sản.
Tài chính hóa nhà ở cho thuê ở Ireland, bao gồm sự tham gia của các nhà đầu tư tổ chức vào thị trường nhà ở cho thuê đô thị, đã góp phần vào tình trạng vô gia cư ở nước này.